# Flume ride
Flume ride (även FlumeRide, Flumeride och Flume-Ride) är en åkattraktion på Liseberg i Göteborg. Den invigdes 1973 och tillverkades av det amerikanska företaget Arrow Development Company (senare Arrow Dynamics).
140 personer kan åka samtidigt i de 28 båtarna. Båtarna är formade som stockar i en timmerränna och tar 4–5 personer samtidigt. Stockarna färdas i en 610 meter lång vattenbana i terrängen, på södra delen av berget inne på Liseberg. Färden börjar och slutar intill Lisebergs södra entré. Banan har två större nedförsbackar där den första har en fallhöjd på 9 meter och den andra en fallhöjd på 14 meter. Högsta hastigheten är 60 km/h, vilket uppnås i sista nerförsbacken.
Vattenbanan är fylld med 1 200 000 liter vatten, och pumpkapaciteten är 90 000 liter per minut. Det tar cirka två dagar att fylla hela banan med vatten.
Flumeride är alltid bemannad med minst sju personer och är därför den mest personaltäta åkattraktionen på Liseberg.

## Olyckan 2006
Den 8 oktober 2006 skallskadades en kvinna allvarligt då hon i panik klivit ur båten i Flumeride precis före den sista och största nedförsbacken och kanat ner för backen. Hon blev därefter påkörd av de två efterföljande båtarna. Åkattraktionen stängde resten av dagen, som var säsongens sista dag.

## Bilder

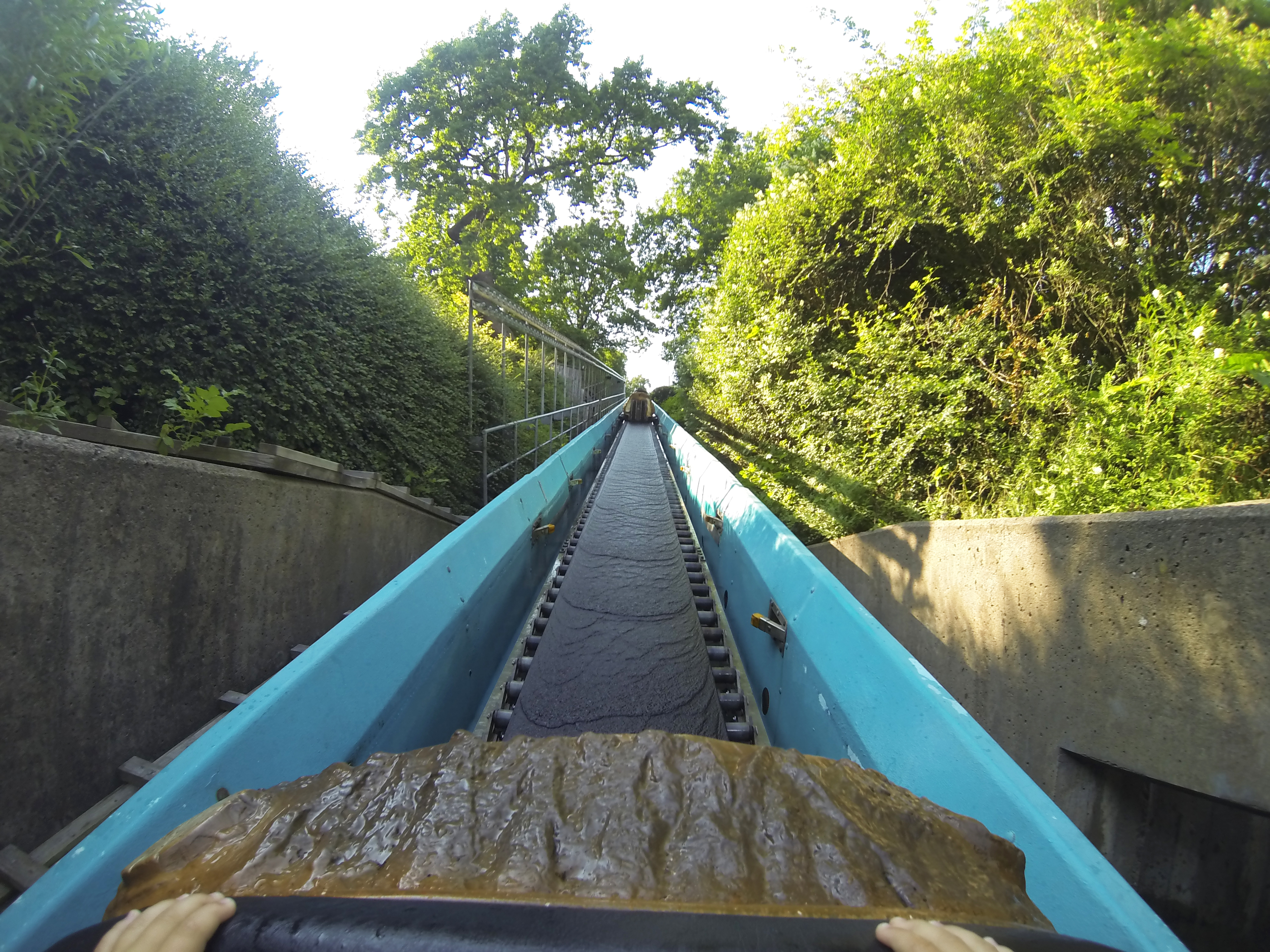
Flume rides första uppförsbacke
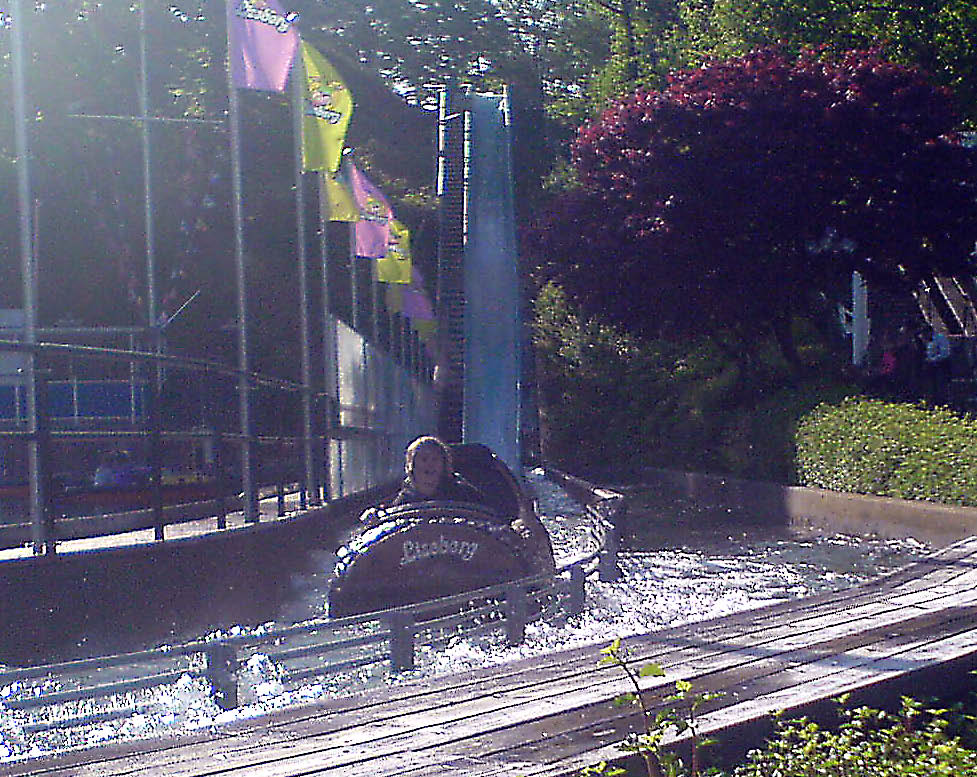
En gondol som just tagit sig ner för sista nerförsbacken
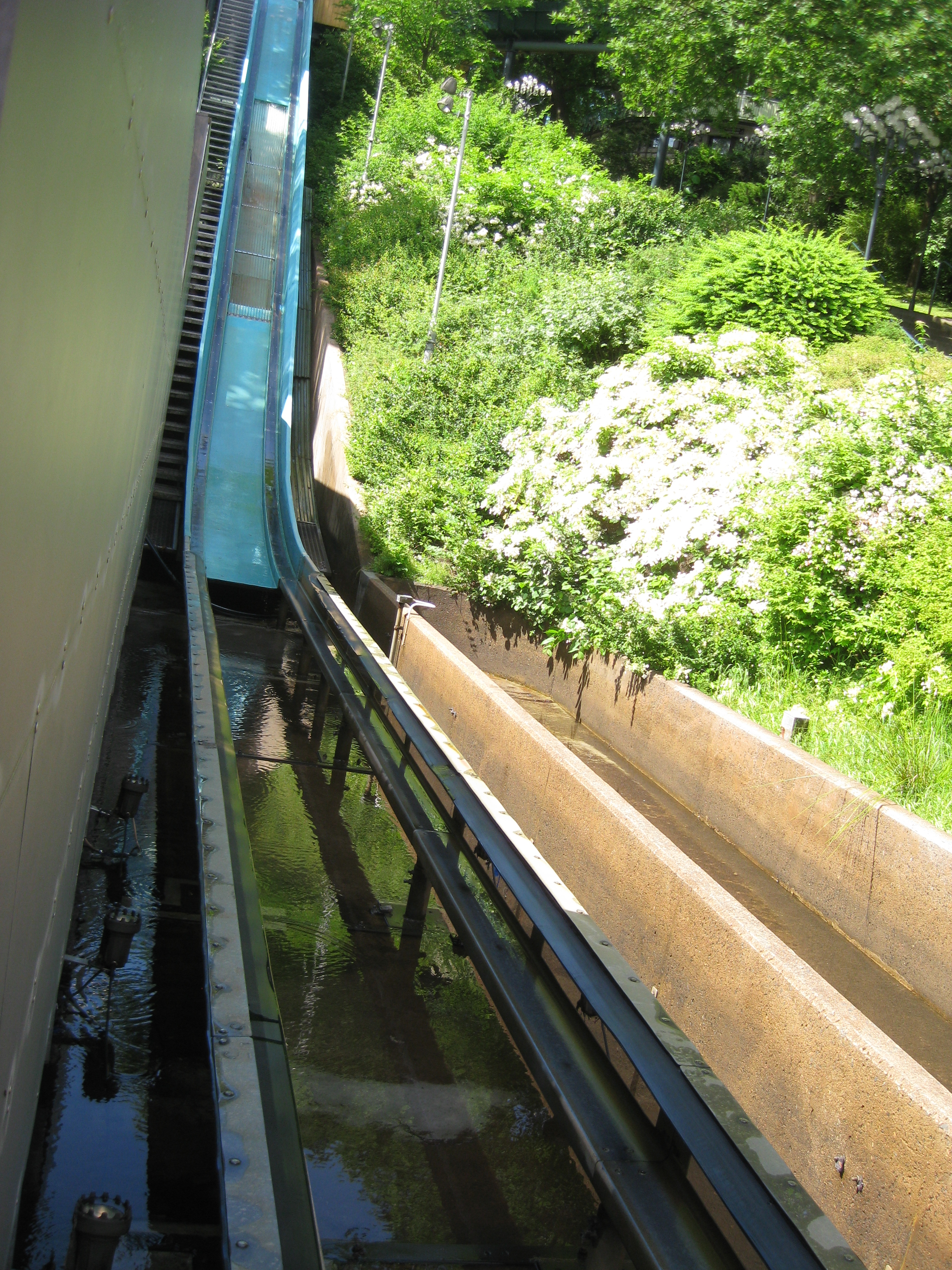
Sista backen, här med vattnet avstängt
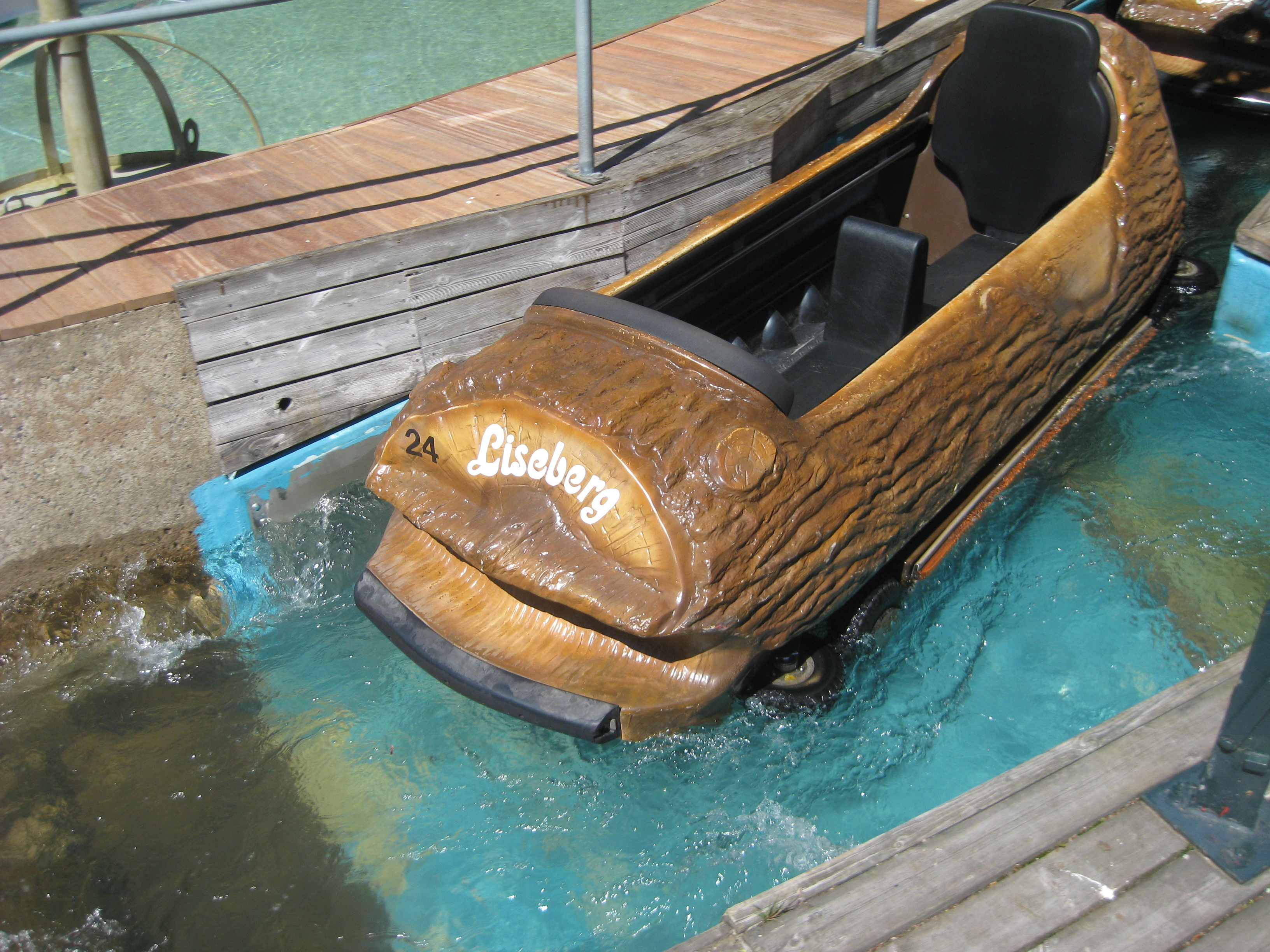
Tom gondol
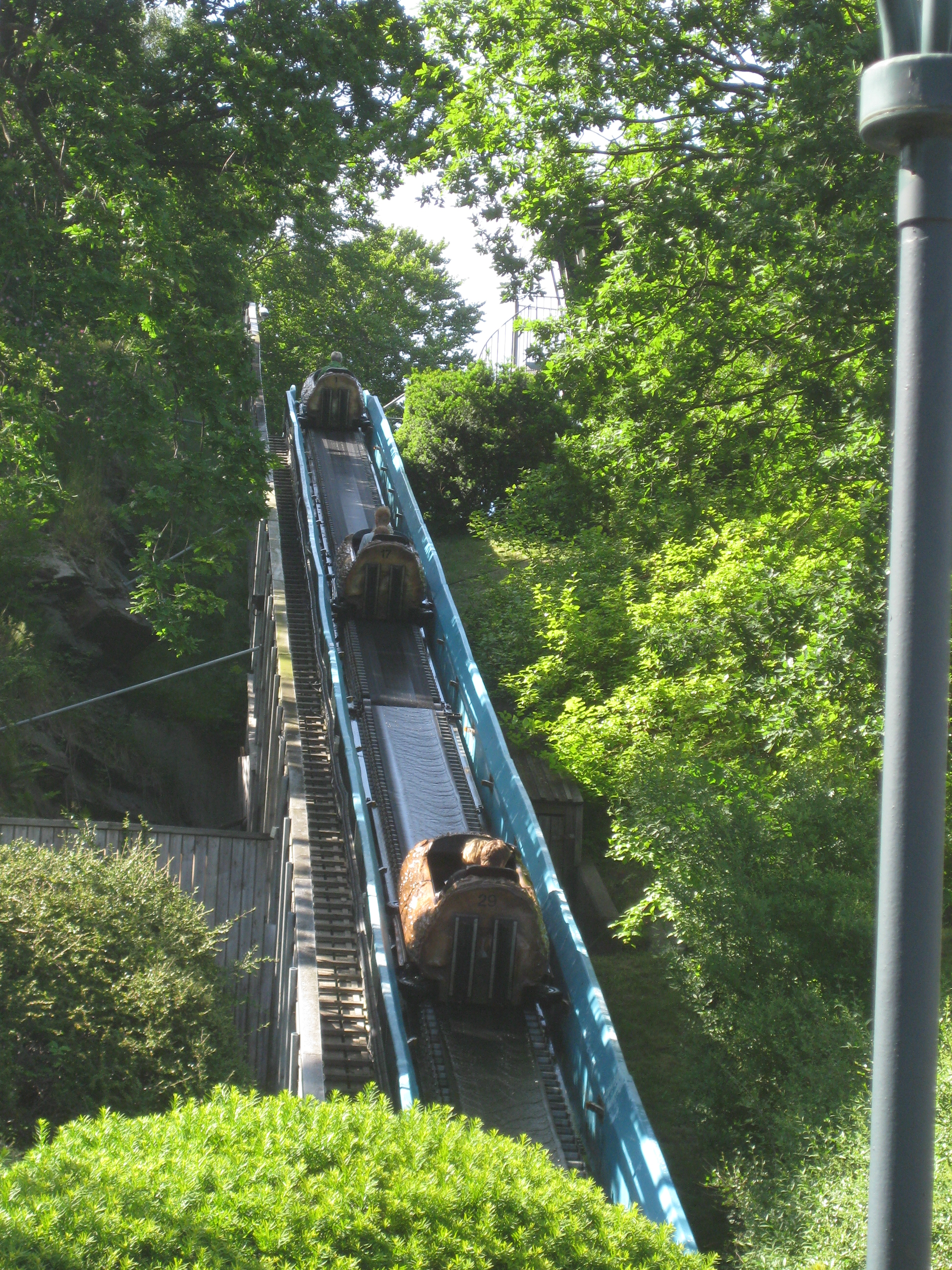
Flume rides andra uppförsbacke